# أليساندرو زامبريني
أليساندرو زامبريني (بالإيطالية: Alessandro Zamperini)‏ (15 أغسطس 1982 بروما في إيطاليا - ) هو لاعب كرة قدم إيطالي في مركز الدفاع. لعب مع نادي أسكولي ونادي بورتسموث ونادي ترنانا ونادي رافينا ونادي روما ونادي فنتسبيلس ونادي مودينا وASD Città di Acireale 1946 ‏ وايه إس دي سامبينديتيس كالتشيو ‏ وAS Pescina Valle del Giovenco ‏ وAtletico Roma FC ‏.

## وصلات خارجية
- أليساندرو زامبريني على موقع الاتحاد الأوربي (الإنجليزية)
- أليساندرو زامبريني على موقع قاعدة بيانات كرة القدم.إي يو (الإنجليزية)
- أليساندرو زامبريني على موقع Soccerbase.com (لاعب) (الإنجليزية)
- أليساندرو زامبريني على موقع Soccerway.com (الإنجليزية)
- أليساندرو زامبريني على موقع عالم كرة القدم.نت (الإنجليزية)